# 威尼修斯·索薩
威尼修斯·索薩（葡萄牙語：Vinícius Souza，1999年6月19日—）巴西足球運動員，現效力德甲球隊禾夫斯堡。

## 榮譽
法林明高
- 南美自由盃冠軍 : 2019
- 南美超級盃冠軍 : 2020[2]
- 巴西足球甲級聯賽冠軍 : 2019
- 巴西超級盃冠軍 : 2020
- 里約熱內盧州聯賽冠軍 : 2019、2020